# Акарнания
Акарнания (на гръцки: Ακαρνανία) е историко-географска област на западното крайбрежие на Йонийско море в ном Етолоакарнания на континентална Западна Гърция. Тя е малка, високопланинска, камениста и неплодородна област, като площта ѝ е заета предимно от Акарнанските планини.
На север се ограничава от Епир чрез Амбрийския залив, на изток от Етолия – от реката Ахелой, а на югозапад през морето е остров Итака.
През античността е населена с диви племена. Местоположението на областта има стратегическо значение, тъй като крайбрежието ѝ контролира излаза от Коринтския залив и Коринтския канал в западното търговско направление – към Западното средиземноморие от Атина. Между Епир и Акарнания се намира амбрийският залив, който е важен транзитен пункт по северозападното търговско направление – към Адриатика, Италия и Сицилия. В началото на 21 век е въведен в експлоатация подводен тунел Акциум-Превеза, свързващ Акарнания с Епир на север.